# Afirmarea consecventului
Afirmarea consecventului este o eroare logică formală ce se comite in aceste forme de raționamente:
Dacă P, atunci Q.
Q.
Prin urmare, P.
Argumentele în această formă sunt invalide (cu excepția când argumentul instanțiază o altă formă validă). Informal, înseamnă că argumentul în această formă nu dă suficiente motive pentru a-i stabili concluziile, chiar dacă pemisele sale sunt adevărate. 
O modalitate pentru a demonstra invaliditatea unui argument în această formă este de a da un contra-exemplu cu premise adevărate dar cu concluzii evident false. De exemplu:
Dacă Bill Gates deține Fort Knox, atunci înseamnă că este bogat.
Bill Gates este bogat.
Prin urmare, Bill Gates deține Fort Knox.
Acest argument este evident eronat, dar argumente în aceeași formă câteodată pot fi superficial convingătoare, ca în exemplul următor:
Dacă am gripă, atunci am durere în gât.
Am durere în gât.
Prin urmare, am gripă.
Dar, bineînțeles, multe alte boli pot cauza dureri în gât, ca de exemplu simpla răceală sau guturaiul. Acest argument este cel mult foarte slab.
Cum s-a menționat afirmarea consecventului poate fi valid dacă argumentul instanțiază o altă formă validă. De exemplu dacă afirmația P și Q exprimă aceeași propoziție, atunci argumentul ar fi trivial valid, dar ar putea fi și un argument circular. În vorbirea de toate zilele, asemenea cazuri valide sunt foarte rare, tiptic se întamplă doar când premisa "dacă-atunci" este de fapt o premisă "dacă și numai dacă". De exemplu:
Dacă nu este înăuntru, atunci este afară.
El este afară.
Prin urmare el, nu este înăuntru.
Argumentul de mai sus este valid numai dacă afirmația "el este afară, prin urmare el nu este înăuntru" rezultă din prima premisă. Dar chiar și în asemenea caz, validitatea nu reiese din afirmarea consecventului, ci din forma modus ponens.
Chiar dacă afirmarea consecventului este o inferență invalidă, este totuși apărat de unii ca un tip acceptabil de raționament inductiv, câteodată sub denumirea de "raționament pentru cea mai bună explicație".